# سمير حجاوي
سمير حجاوي لاعب كرة قدم جزائري من مواليد 16 فبراير 1979، تلمسان، الجزائر. وهو حارس مرمى وفاق سطيف.

## روابط خارجية
- سمير حجاوي على موقع قاعدة بيانات كرة القدم.إي يو (الإنجليزية)
- سمير حجاوي على موقع ناشيونال فوتبول تيمز (الإنجليزية)
- سمير حجاوي على موقع Soccerway.com (الإنجليزية)
- سمير حجاوي على موقع عالم كرة القدم.نت (الإنجليزية)
- سمير حجاوي على موقع كووورة